# Josef Weiger

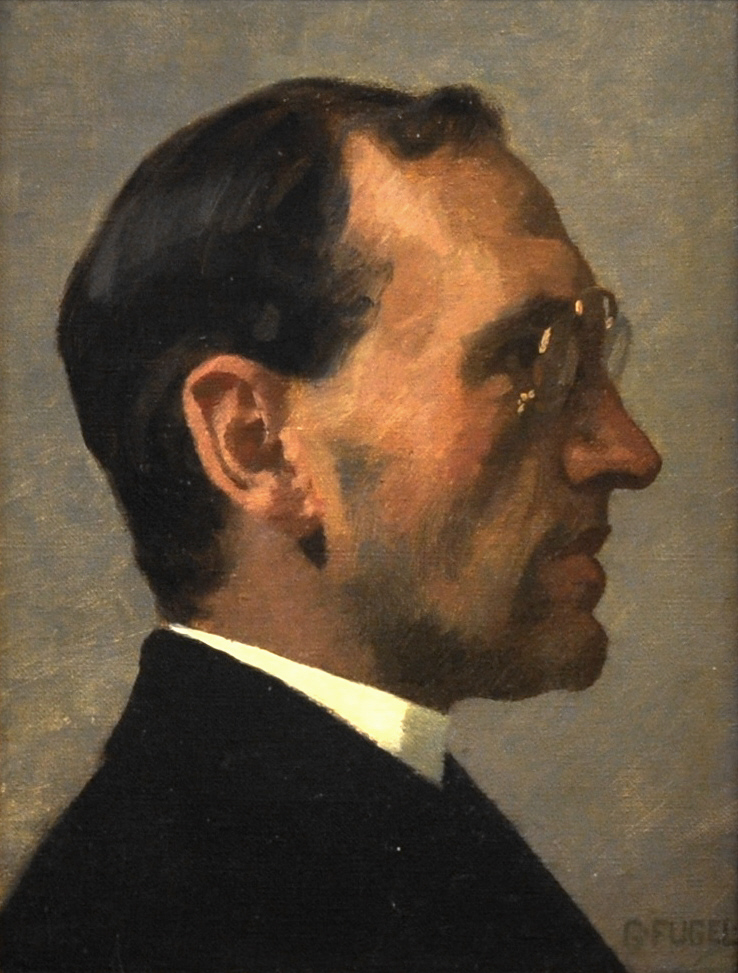
Gebhard Fugel: Porträt Josef Weiger, 1912

Josef Weiger (* 10. Juni 1883 auf Schloss Zeil bei Leutkirch im Allgäu; † 27. August 1966 in Mooshausen bei Aitrach) war römisch-katholischer Pfarrer und Theologe.

## Leben
Josef Weiger wuchs in Schloss Zeil auf, einem Teilort der Gemeinde Leutkirch im Allgäu. Am 31. Oktober 1903 trat er als Frater Martin in die Erzabtei Beuron ein. Schon nach weniger als zwei Jahren, am 8. Februar 1905 verließ er das Kloster, um Weltpriester in der Diözese Rottenburg zu werden. Zu diesem Schritt hatte er das volle Einverständnis von Erzabt Placidus Wolter. Dazu studierte der Allgäuer in Tübingen, wo er erstmals Romano Guardini begegnete. Es folgten lange Jahre in der kleinen Pfarrei Mooshausen in Oberschwaben am Rande des württembergischen Allgäus. Sein Herz gehörte der Liturgie und den Fragen zur Liturgie der Kirche seit seiner Beuroner Zeit. Seine liturgischen Publikationen hatten meist ihre Bewährungsprobe in der Pfarrkirche von Mooshausen bestanden, bevor sie in Druck gingen.
Er wurde in Tübingen zum Ehrendoktor ernannt und war neben Karl Neundörfer der engste Freund von Romano Guardini. Letzterer fand während der Wirren und Verfolgungen in der Diktatur des Nationalsozialismus im Pfarrhaus von Mooshausen 1943 Zuflucht, nachdem er sich nicht mehr in Berlin halten konnte. Weiger und sein Pfarrhaus waren seit 1917 Zentrum eines großen Freundeskreises vor allem, aber nicht nur von Theologen.
Die wenigen Veröffentlichungen Weigers reichten aus, dass Fridolin Stier ihn bei der Verleihung der Ehrendoktorwürde als einen „religiösen Schriftsteller von hohem theologischen Rang“ bezeichnet. Dazu gehört vor allem sein Buch Der Leib Christi in Geschichte und Geheimnis (Würzburg 1950). Hauptthemen waren die Liturgie, speziell die Feier der Eucharistie und die Mariologie. Er war zusammen mit Otto Karrer einer der ersten Theologen in Deutschland, der sich mit den Werken von Kardinal John Henry Newman beschäftigte. Seit 1993 besteht im Alten Pfarrhaus Mooshausen ein Freundeskreis e. V., der mit Veranstaltungen und Publikationen das geistige und geistliche Erbe für die Gegenwart entfaltet.
Das Grabmal für Pfarrer Josef Weiger auf dem Dorffriedhof von Mooshausen schuf die Künstlerin Maria Elisabeth Stapp.

## Werke

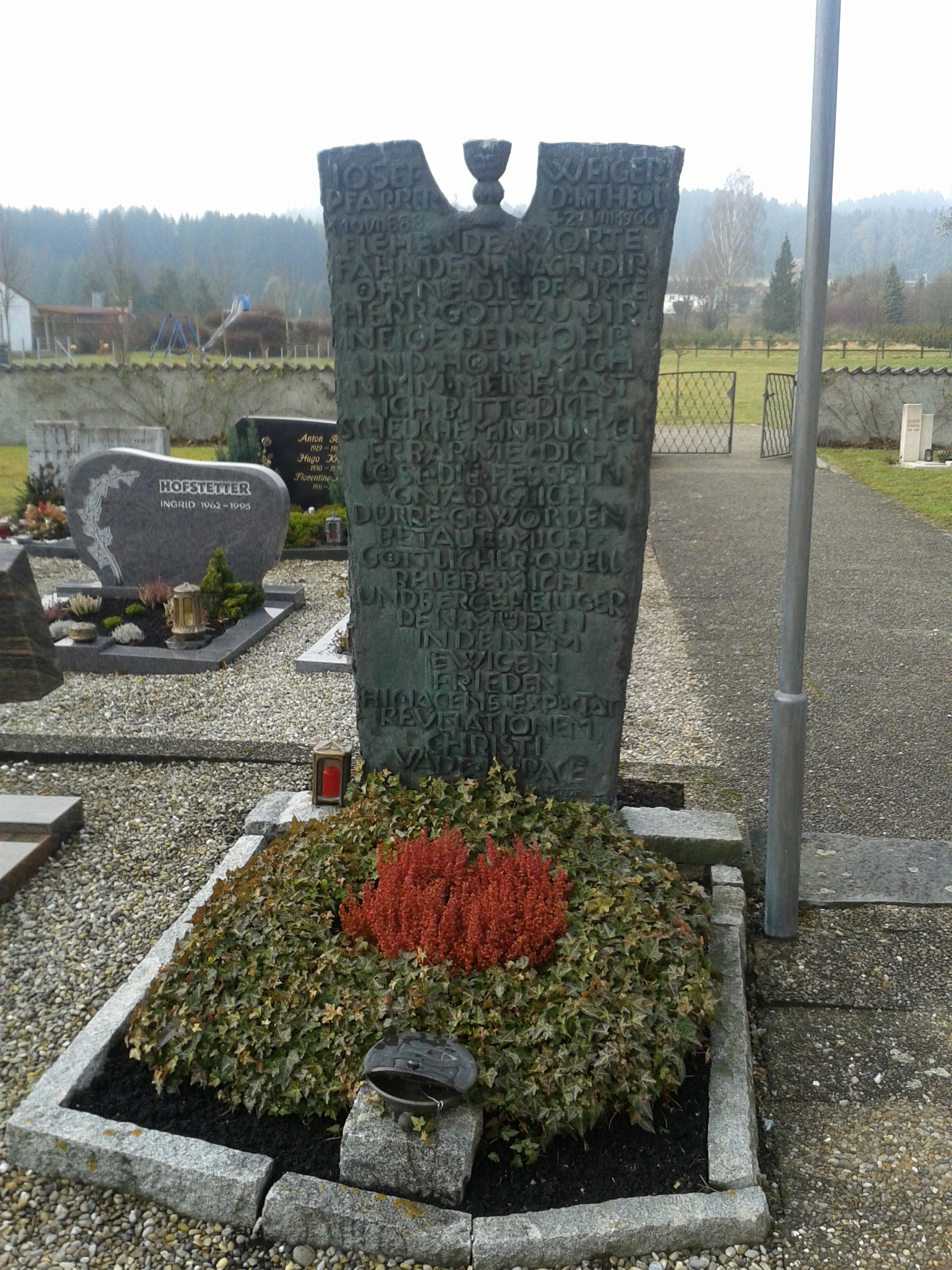
Grabstelle Josef Weigers in Mooshausen (2014)

- Liturgisches Marienbuch, Mainz 1924
- Liturgisches Totenbuch, Mainz 1924
- Liturgisches Wochenbuch, Mainz 1925
- Mutter des neuen und ewigen Bundes, Würzburg 1936
- Der Leib Christi in Geschichte und Geheimnis, Würzburg 1950
- Maria von Nazareth, München 1954